# Carl Valentin
Carl Valentin, auch Karl Valentin (* 1885 in Düsseldorf; † 1966), war ein deutscher Landschafts-, Genre- und Tiermaler der Düsseldorfer Schule.

## Leben
Valentin war ein Schüler des Genremalers Wilhelm Schreuer und wie dieser in Düsseldorf tätig. Er schuf beschauliche rheinische Dorfszenen und Landschaften in impressionistischer Malweise und pastosem Farbauftrag.